# Screen of Death

## Introduzione
In informatica, uno screen of death, colloquialmente riferito al Blue Screen of Death  (prende il nome dal famoso errore di Windows), è un termine informale che si riferisce a un messaggio di errore del sistema operativo mostrato su schermo quando è presente un errore fatale.
Questo errore risulta nella perdita del lavoro non salvato e spesso indica seri problemi software e hardware.
Queste schermate di errore normalmente sono il risultato di un kernel panic, anche se i termini usati sono spesso intercambiabili.
La maggior parte degli Screen of Death sono mostrati su uno sfondo tinta unita con un messaggio che dice all'utente di riavviare il computer.

## Tipologie
- Il Blue Screen of Death (BSoD, ovvero Schermo Blu della Morte) è il nome comune per uno schermo visualizzato sui sistemi operativi Windows quanto si verifica un errore di sistema critico. È senza dubbio lo Screen of Death più famoso.

- Il Black Screen of Death (BSoD, Schermo Nero della Morte) è usato in molti sistemi: per esempio una schermata di fallimento in Windows 3.x, oppure su Windows Vista quando il bootloader fallisce. Inoltre in Windows 11 il BSoD è diventato nero.[1]

- Un Green Screen of Death è uno schermo verde che appare su un TiVo con un messaggio che include le parole "il DVR ha individuato un serio problema e ora sta cercando di risolverlo" o "si è verificato un problema grave". La sua apparizione spesso significa che il disco rigido è corrotto e che cercherà di pulire, controllare e/o riparare il TiVo Media File System.[2][3] Su Windows Insider un BSoD appare verde invece che blu a partire dalla build 14997.[4]

- Il Purple Screen of Death è usato dal VMware ESXi, una virtualizzazione dei server prodotta dalla VMware. Si verifica nel caso di un errore fatale nel kernel. Questa schermata mostra codici errore che possono essere usati per risolvere il problema.

- Il Red Screen of Death è usato principalmente da quattro sistemi: uno appare nelle prime beta di Windows Vista, che poi è diventato nero. Un altro sulle build beta di Windows 98 ed era causato da un errore con l'ACPI. Appare anche sull'Atari Jaguar se c'è un errore nella lettura della cartuccia o se questa viene identificata come pirata. La schermata appare con un ruggito di tigre e lo sfondo che cambia da nero a rosso. Avviene una cosa simile sul Sega Genesis se viene trovato un checksum errato.[5] Infine, è mostrato sulle Playstation 1, 2, 3, 4 e Portable. Nella PlayStation 1 (solo sul modello SCPH-10x) e PlayStation 2  se viene inserito un disco sconosciuto (nel caso della PS2 un rumore ambientale inquitetante e la musica al contrario accompagnano la schermata rossa con due cubi che orbitano intorno alla scritta "Inserire un disco PlayStation o PlayStation 2"); per PlayStation Portable avviene nel caso di un problema hardware/software, mentre su PS3 è molto più severo: causa infatti un brick della console spesso irreparabile. Infine per PS4 può avvenire in casi rarissimi un RSoD per colpa di un HDMI o video chip difettoso.[6]
- Un White Screen of Death appare su vari sistemi operativi, Content Management Systems,[7] e su alcuni BIOS come il Dell. Può essere visto su iOS 7 e anche quando lo schermo di un iPhone 5 e successivi o di un iPod Touch di quinta generazione si blocca. Tutto diventa bianco ad eccezione del logo Apple dietro.[8]
- Un Yellow Screen of Death si verifica quando un'app web ASP.NET trova un errore e va incontro a un crash.[8]
- Un kernel panic è l'equivalente Unix del BSoD di Microsoft. Questo è una routine chiamata quando il kernel trova un errore non riparabile mantenendo i tempi normali. In altre parole, se si continua a usare il sistema operativo si rischia di portare instabilità al sistema, e un riavvio è più semplice di un tentato ripristino.
- Il Sad Mac è un simbolo usato dai Macintosh di vecchia generazione della Apple, che serve a indicare un serio problema hardware o software che ha impedito allo startup di avvenire correttamente. Esiste un simbolo simile sull'iPod.
- La Sad Tab è un'icona che mostra una cartella su una pagina di Google Chrome quando questa crasha. Il simbolo condivide il volto con il Sad Mac.
- L'icona della bomba è un simbolo mostrato quando un programma del classic Mac OS va incontro a un crash. Questi simboli vennero usati anche nella linea di computer Atari ST quando il sistema incontra un errore fatale. Il numero di bombe indicava l'esatta causa dell'errore.
- La Guru Meditation è il nome dell'errore che si verificava sulle iniziali versioni di Amiga nel caso di un crash. Viene anche usato sun Nintendo DS, più comunemente se viene usato homebrew. (Lo schermo superiore ner, e lo schermo inferiore che dice cun un font da debug "Errore Guru Meditation! Dati annullati!" con alcuni indirizzi in esadecimale sotto di esso.)
- Kernel Debugging Land è il nome del Debugger del Kernel che gli utenti Haiku e BeOS vedono quando avviene un crash del kernel

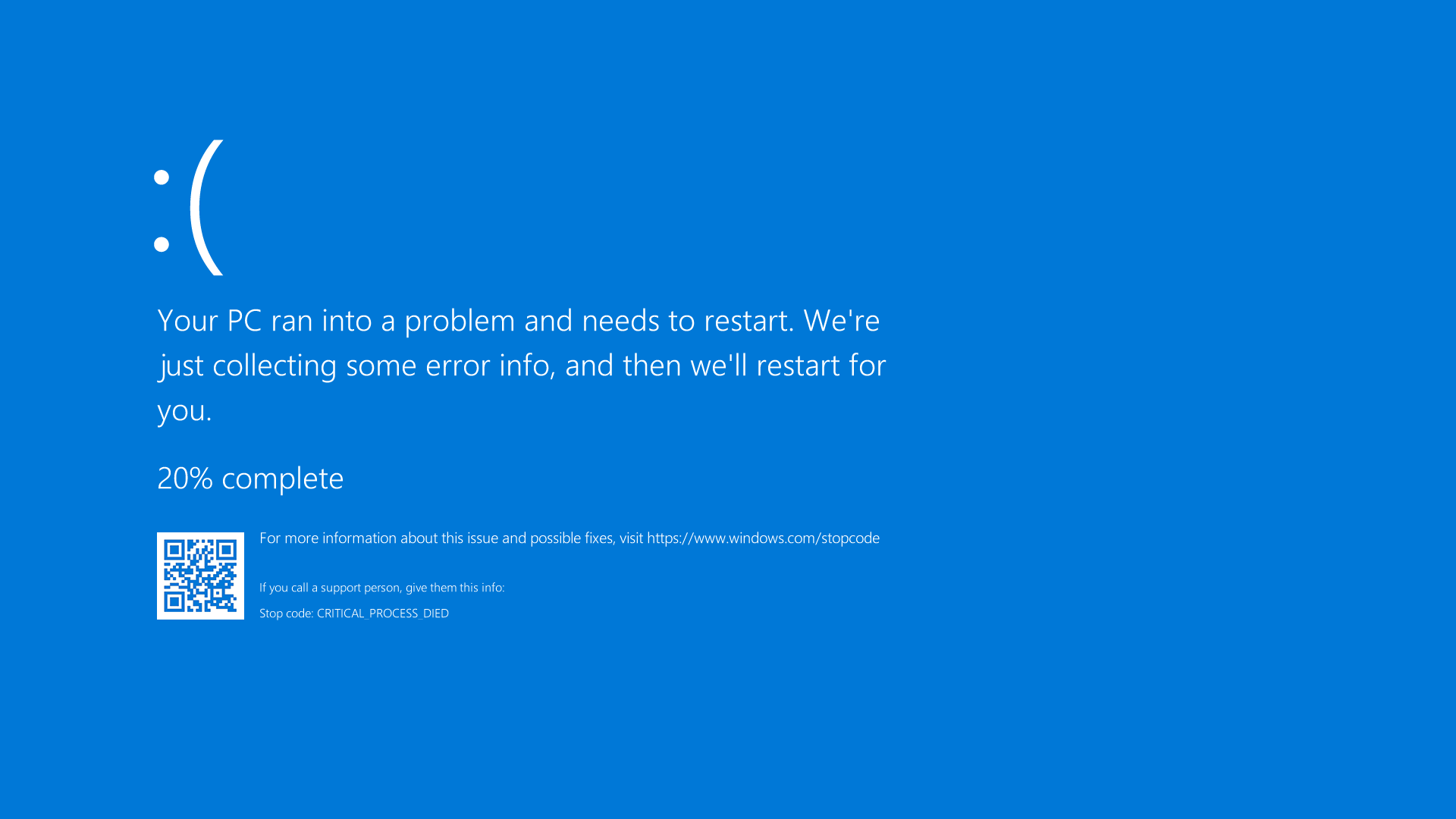
Lo Screen of Death di Windows 10, che include un'emoticon triste e un nuovo QR code per un veloce debug.
Black Screen of Death di Windows 3.x, ovvero un semplice schermo nero
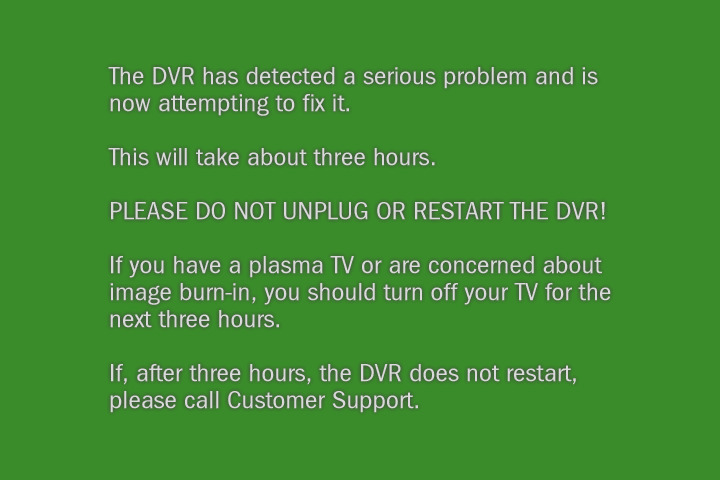
Il Green Screen of Death del TiVo
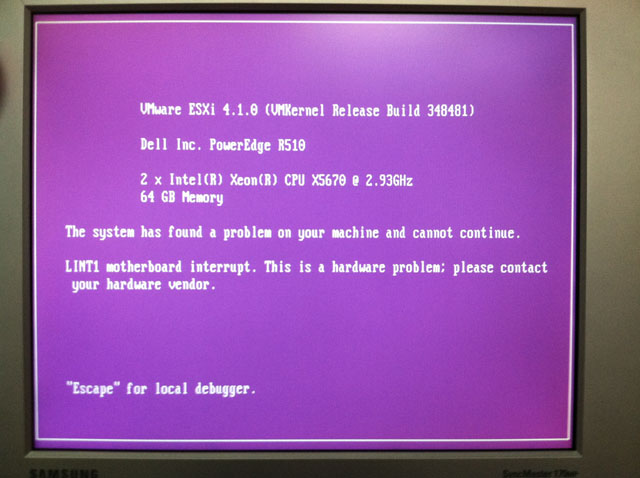
Purple Screen of Death del VMware ESXi 4.1
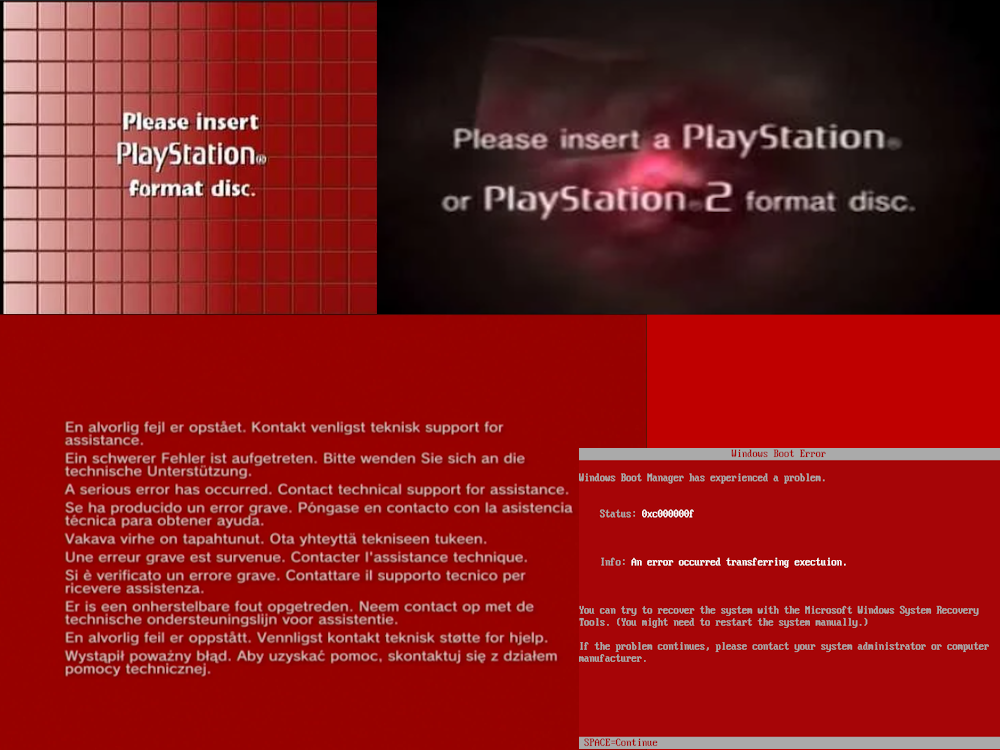
Vari Red Screens of Death: PS1 (solo alcuni modelli), PS2, PS3 e Windows Vista (beta)
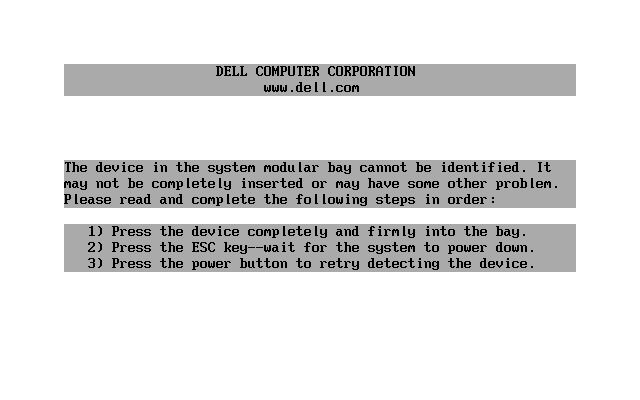
White Screen of Death che si verifica su un Dell.
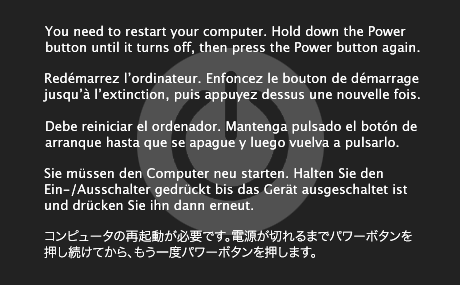
Il Kernel Panic di Mac OS X. Fu introdotto in Mac OS X 10.2,  mentre il kernel panic in generale era presente sin dalla beta pubblica di Mac OS X.
Guru Meditation sull'Amiga
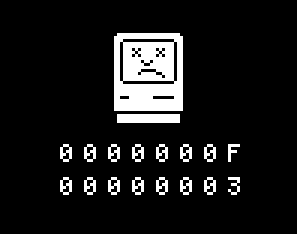
Il Sad Mac
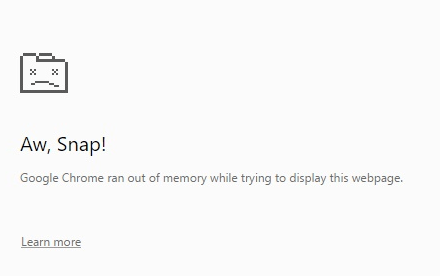
La sad tab di Chrome
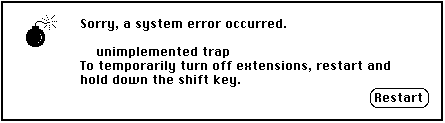
Un errore syserror che mostra una bomba in un MacOs
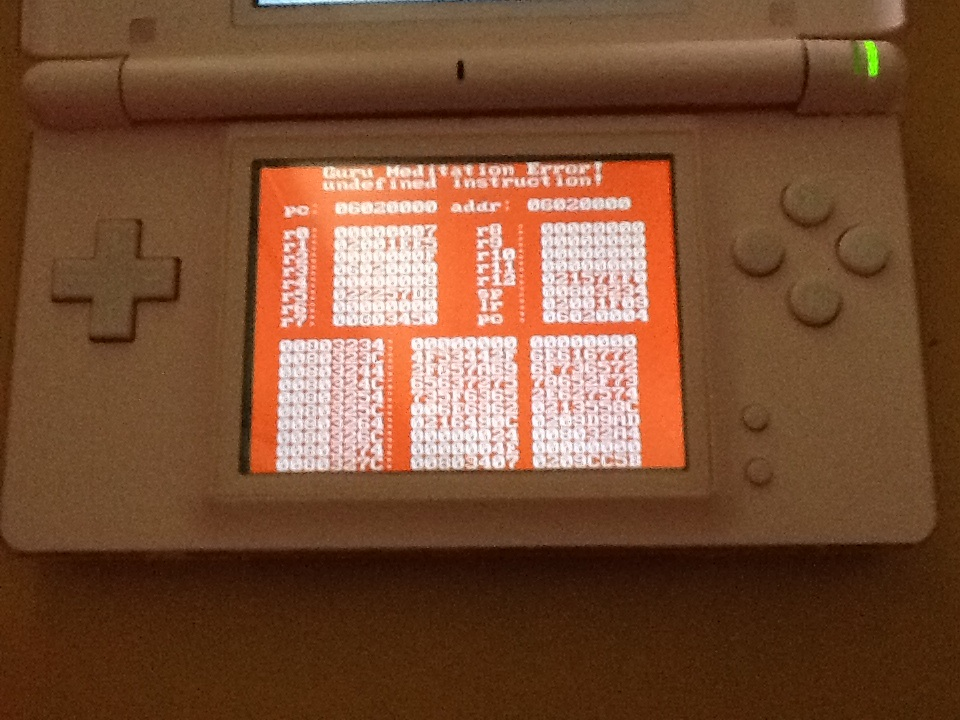
Guru Meditation su un Nintendo DS
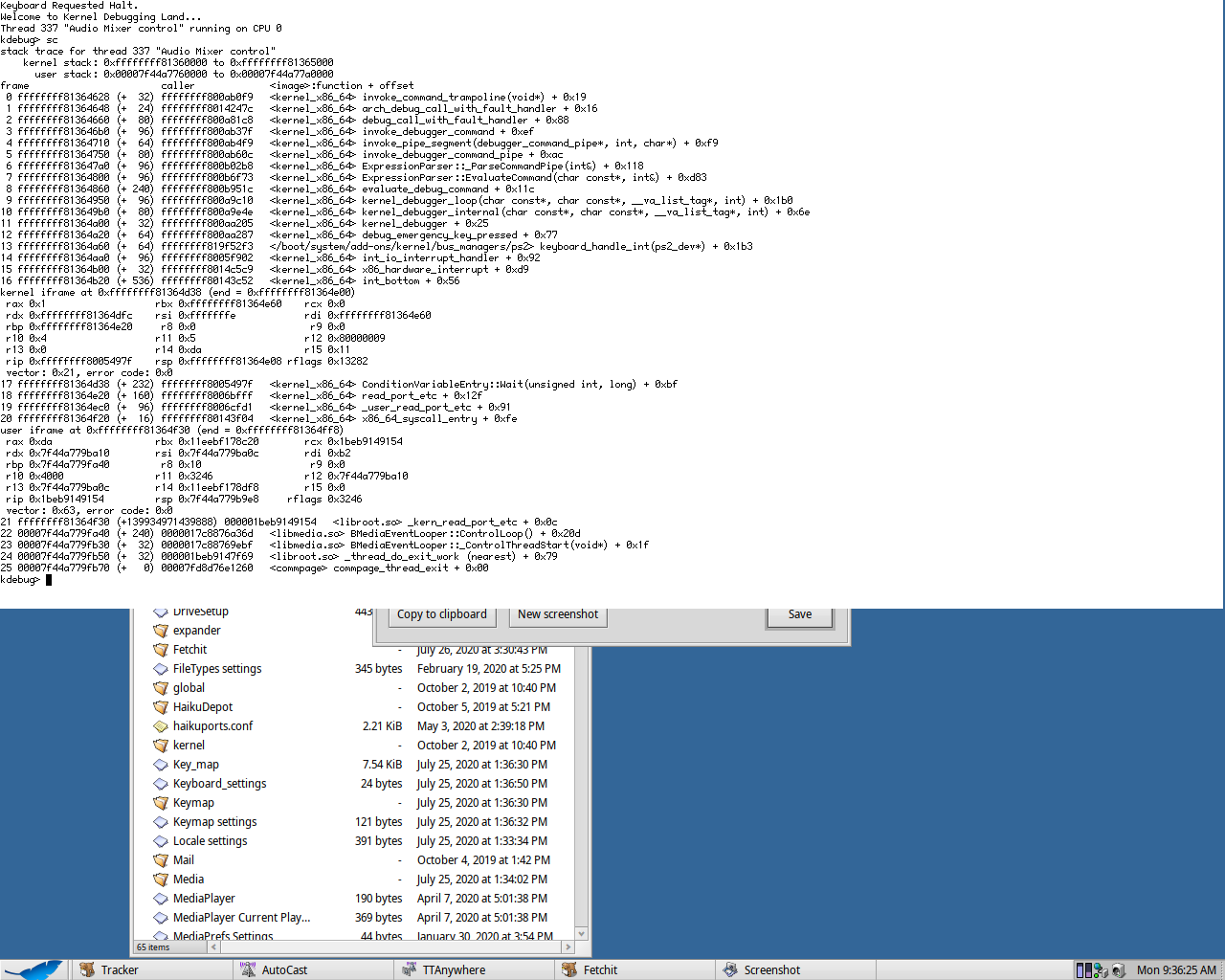
Il Kernel Debugging Land